# BNP Paribas Warsaw Open 2023 - Qualificazioni singolare
Le qualificazioni del singolare del BNP Paribas Warsaw Open 2023 sono state un torneo di tennis preliminare per accedere alla fase finale della manifestazione. Le vincitrici dell'ultimo turno sono entrate di diritto nel tabellone principale. In caso di ritiro di una o più giocatrici aventi diritto a questi sono subentrati i Lucky loser, ossia i giocatori che hanno perso nell'ultimo turno ma che avevano una classifica più alta rispetto agli altri partecipanti che avevano comunque perso nel turno finale.

## Teste di serie
1. Natalija Stevanović (ultimo turno, lucky loser)
2. Rebecca Šramková (qualificata)
3. Ankita Raina (qualificata)
4. Valerija Savinych (ultimo turno)

1. Gabriela Knutson (primo turno)
2. Maddison Inglis (ultimo turno)
3. Julija Hatoŭka (qualificata)
4. Jana Fett (qualificata)

## Qualificate
1. Jana Fett
2. Rebecca Šramková

1. Ankita Raina
2. Julija Hatoŭka

### Lucky loser
1. Natalija Stevanović

## Tabellone

### Legenda
| - Q = Qualificato - WC = Wild card - LL = Lucky loser | - ALT = Alternate - SE = Special Exempt - PR = Protected Ranking | - w/o = Walkover - r = Ritirato - d = Squalificato |

### Sezione 1
|  | Primo turno | Primo turno         | Primo turno        | Primo turno | Primo turno |  |  | Ultimo turno | Ultimo turno        | Ultimo turno | Ultimo turno | Ultimo turno |  |
|  |             |                     |                    |             |             |  |  |              |                     |              |              |              |  |
|  | 1           | Natalija Stevanović | 2                  | 6           | 6           |  |  |              |                     |              |              |              |  |
|  |             | Peangtarn Plipuech  | 6                  | 4           | 2           |  |  | 1            | Natalija Stevanović | 2            | 7            | 65           |  |
|  |             | Weronika Falkowska  | Weronika Falkowska | 64          | 2           |  |  | 8            | Jana Fett           | 6            | 64           | 7            |  |
|  | 8           | Jana Fett           | Jana Fett          | 7           | 6           |  |  |              |                     |              |              |              |  |

### Sezione 2
|  | Primo turno | Primo turno      | Primo turno     | Primo turno | Primo turno |  |  | Ultimo turno | Ultimo turno     | Ultimo turno     | Ultimo turno | Ultimo turno |  |
|  |             |                  |                 |             |             |  |  |              |                  |                  |              |              |  |
|  | 2           | Rebecca Šramková | 4               | 6           | 6           |  |  |              |                  |                  |              |              |  |
|  |             | Naiktha Bains    | 6               | 2           | 4           |  |  | 2            | Rebecca Šramková | Rebecca Šramková | 6            | 6            |  |
|  | WC          | Martyna Kubka    | Martyna Kubka   | 4           | 64          |  |  | 6            | Maddison Inglis  | Maddison Inglis  | 1            | 0            |  |
|  | 6           | Maddison Inglis  | Maddison Inglis | 6           | 7           |  |  |              |                  |                  |              |              |  |

### Sezione 3
|  | Primo turno | Primo turno      | Primo turno      | Primo turno | Primo turno |  |  | Ultimo turno | Ultimo turno   | Ultimo turno | Ultimo turno | Ultimo turno |  |
|  |             |                  |                  |             |             |  |  |              |                |              |              |              |  |
|  | 3           | Ankita Raina     | Ankita Raina     | 6           | 6           |  |  |              |                |              |              |              |  |
|  |             | Olivia Lincer    | Olivia Lincer    | 3           | 1           |  |  | 3            | Ankita Raina   | 4            | 6            | 6            |  |
|  |             | Joanna Garland   | Joanna Garland   | 6           | 6           |  |  |              | Joanna Garland | 6            | 3            | 1            |  |
|  | 6           | Gabriela Knutson | Gabriela Knutson | 1           | 2           |  |  |              |                |              |              |              |  |

### Sezione 4
|  | Primo turno | Primo turno              | Primo turno              | Primo turno | Primo turno |  |  | Ultimo turno | Ultimo turno      | Ultimo turno | Ultimo turno | Ultimo turno |  |
|  |             |                          |                          |             |             |  |  |              |                   |              |              |              |  |
|  | 4           | Valerija Savinych        | Valerija Savinych        | 6           | 6           |  |  |              |                   |              |              |              |  |
|  | WC          | Stefania Rogozińska Dzik | Stefania Rogozińska Dzik | 0           | 1           |  |  | 4            | Valerija Savinych | 6            | 4            | 2            |  |
|  |             | Kateryna Volodko         | Kateryna Volodko         | 1           | 1           |  |  | 7            | Julija Hatoŭka    | 4            | 6            | 6            |  |
|  | 7           | Julija Hatoŭka           | Julija Hatoŭka           | 6           | 6           |  |  |              |                   |              |              |              |  |